# Rhizopus microsporus
Rhizopus microsporus är en svampart. Rhizopus microsporus ingår i släktet Rhizopus och familjen Mucoraceae.

## Underarter
Arten delas in i följande underarter:
- oligosporus
- chinensis
- rhizopodiformis
- microsporus
- tuberosus
- azygosporus